# Näringsväv
Näringsväv är ett komplext samband mellan producerande och konsumerande organismer i ett ekosystem. En näringsväv visar bland annat hur ämnen (näringsämnen och gifter) sprids och omvandlas i ekosystemet. 
Alla organismer (producenter och konsumenter) i ett ekosystem bildar en näringsväv. I näringsväven kan man se vem som äter vem i ekosystemet. En näringsväv är med andra ord en sammansättning av ett flertal näringskedjor där man i regel placerar producenter i botten och toppkonsumenter i toppen av väven.  
Olika ekosystem har olika näringsvävar. En näringsväv i skogen ser till exempel annorlunda ut än näringsväven på en äng.
En näringsväv består av flera näringskedjor. 